# José Guzmán
José Miguel Guzmán (Lima, 10 maggio 1937) è un ex cestista peruviano.

## Carriera
Con il Perù ha disputato le Olimpiadi del 1964, segnando 7 punti in 7 partite.